# Дрен (област Перник)
Вижте пояснителната страница за други значения на Дрен.
Дрен е село в Западна България. То се намира в община Радомир, област Перник.

## География
Село Дрен се намира в планински район, в полите на планината Верила с най-висок връх Голям Дебелец, с височина 1415 m. Селото се намира по международния път към Гърция, на около 46 km от София след Долна Диканя. Заобиколено е от борови гори, пазещи го от ветрове и наводнения. В близост има 2 язовира. Югозападно от селото преминава река Арката, а на юг от селото реката Тополница. През селото минава Републикански път III-627, който го свързва със селата Горна Диканя, Долна Диканя, Владимир, Друган и Червена могила и град Радомир, а също и със селата Рельово и Белчински бани. С. Дрен е живописно разположено на склоновете на Верила и от по-голямата му част се открива красива гледка към просторната Радомирска котловина.

## История
Днешното село е било част от земите на древното тракийско племе агриани. През 2012 г. при строежа на АМ Струма край селото археолози намират находки датирани от преди 2800 г. Древният некропол е идентифициран с траките агриани и е определен от археологът Филип Михайлов като изключително „странен“.
Селища в района е имало и през римско време. Смята се, че днешното землище на селото е било част от римския град Елея. Имало е и по-ранно тракийско поселище. Около землището на селото са регистрирани поне четири крепости от различни епохи. Централно място заема крепостта „Градище“ в м. „Царево дърво“ (на около 6 км източно от селото). Разположена върху най-високия връх от Дренска Верила – Градище или Дренско пладнище (1349 м), от нея се открива просторна гледка и има визуална връзка с крепостите от околните планини. На около 1, 5 км северозападно от нея се намира синхроничната ѝ крепост „Въжарско Градище“. Намираните там шлака и сгур, както и местният топоним „Щетини“ и следите от видни, разкриват свързаността ѝ с интензивен металодобив през средновековието. Други две крепости – „Големо и Мало (Дунково) Градище“, разположени на две съседни възвишения (отстоящи на около 0,8 км едно от друго) от югозападния склон на Верила, на десния бряг на р. Тополница, са отдалечени на около 12 км югоизточно от селото. Разкритата в тях шлака, както и местоположението им (до река), също свързват изграждането им с металодобива.
Смята се, че селото в сегашния си вид е възникнало към XVI век. Първият писмен източник, споменаващ селото със сегашното му име е документ от 1527 година в, който са описани дарители дарили над 10 сребърника за българския манастир Зограф в Атон.
По време на Османското владичество, благодарение на близостта на селото до планината Верила в горите край селото се развива активно хайдутство. Жителите на Дрен пазят и до ден днешен спомена за най-значимите за тях хайдути от селото – това са Ненко хайдут и Дончо Кюлафлийски и двамата действали в края на XVIII век.
При избухването на Балканската война в 1912 година 5 души от селото са доброволци в Македоно-одринското опълчение.
Населението на селото е 899 жители и е най-голямото в района. В годините на социализма е направен опит да бъде обявено за град, но жителите се възпротивили да стане поредния бетонен комплекс. Тогава през 1974 г. за град е обявено с. Земен. Сред причините за избора на Земен за град се оказал и по-благоприятният му релеф за павиране и асфалтиране на улиците му. Дрен е планинско село в полите на Верила планина и по-голямата част от улиците му са много стръмни и трудни за павиране. Тъкмо на това днес се дължи и романтиката му и го прави привлекателно за туристи и заселници.

## Културни и природни забележителности
- В планината над Дрен се намира манастирът „Света Богородица“ от края на 16, началото на 17 век, опожарен и разрушен.
- Над Дрен е минавал римски път и се намират римски останки в местността „Фульо“.
- Църквата в селото „Света Петка“ е една от най-старите в региона, построена през 1844 г.
- Църквата „Свети Спас“ е храм-паметник за загиналите за България, жители на селото.
- СОУ „Христо Ботев“
- В планината Верила се намират множество заслони, както и ловна хижа, ремонтирана с доброволния труд и съдействието на ловната дружинка от селото и изрисувана отвътре от Симеон Спиридонов.

Природата в околностите на селото е запазена. В горите наоколо се срещат лисици, вълци и дори мечки. За последен път кафява мечка в селото е забелязана (и заснета) на 22.10.2023 г. Диви зайци, диви котки и много видове птици (сови, мишелови, орли, гарвани, синявици, синигери, овесарки, коприварчета, кълвачи, хралупари) обитават горите и полетата край селото. Все по-често Дрен се нарича "етно-село" заради съхранения народен бит и Центъра за занаяти "Егрека" на 1 км. от селото. Заради дългогодишната родолюбива и просветна дейност в областта на изобразителното изкуство на художника Симеон Спиридонова селото все повече се утвърждава и като уникален арт-център. Разнообразието на природата, етнографският комплекс и чистият планински въздух го превръщат в притегателна дестинация както за природен, така и за културен туризъм.

## Обществени институции
- През 2002 г. се създава сдружение с нестопанска цел „Света Петка“, чиято основна цел е възстановяването и реставрацията на православните храмове „Света Петка“ и „Свети Спас“ построени съответно през 1844 г. и 1933 г. Сдружението, съвместно с кметството и църковното настоятелство, през периода 2002 – 2005 година успява да организира и извърши значителни ремонтно-възстановителни дейности и реставрационни работи в двата храма – паметници на културата. Неотложни остават реставрационните работи на стенописите в храм „Св. Петка“ – фреските на Никола Образописов и учениците му от 1864 г., на стенописите в храма „Св. Спас“, както и на целия интериор в двете черкви.
- Тук се намира едно от двете в България „SOS – Детски селища“. Построено е след дълги проби на местните вода, въздух и почви, които доказват, че районът е един от най-екологично чистите в България. Комплексът е построен върху допълнително терасирани зелени поляни и отличаващ се с часовникова кула в стар стил.

## Редовни събития
- Всяка година в селото се провежда детски фолклорен фестивал.(Провежда се в края на месец юни, а от 2006 г. е международен)
- Черквата в селото носи името на Св. Петка. Всяка година се провежда събор на празника на светицата на 14 октомври, който е и празник на селото.

Всяка година на Успение Богородично 15 август в местността, в която се е намирал манастирът, се прави курбан. Ежегодно в края на юни се провежда общоселски събор с много сергии и забавни въртележки.
Последната събота на месец септември при откриването на ловния сезон се прави курбан за здраве и слука от ловната дружинка. Традиционно се провежда на ловната хижа в планината Верила и е за всички жители и гости на Дрен.

## Личности
- Симеон Спиридонов, художник, жител на Дрен от години
- Емил Попов – скулптор
- Георги Александров Ивчев (1929 – 2014) – поет, драматург и преводач от английски
- Георги Константинов – поет
- Деян Енев – писател
- Красимира Зафирова – поет
- Веска Гювийска – поет
- Владимир Виденов (1922 – 1993) – Политик от БКП
- Димитър Петров "Дренеца" - Могъщ Цар